# 堇青石
堇青石（英語：礦物學稱Cordierite；寶石學稱Iolite；舊稱Dichroite），是一種矽酸鹽礦物。其化學式為 (Mg,Fe)
2Al
4Si
5O
18，其中富镁的堇青石和富铁的鐵堇青石形成固溶體系列。
作為寶石用途其硬度雖然不低，但由於其特殊的生長性質，結晶本體容易產生破裂造成受損，不過其中優質的顏色可以媲美丹泉石。由于堇青石可具有像蓝宝石一样的蓝色，也有人称其为“水蓝宝石”（Water sapphire）。

## 形态
堇青石屬於斜方晶系，它的完好晶体一般呈现短柱状，但不常见；也常见水蚀卵石状产出。堇青石的双晶也非常常见。
高温时，存在另一種同質異像礦物六方菫青石（Indialite），属于六方晶系，該礦物和綠柱石有著類似的結構，常見六角柱晶體。

## 光学性质
堇青石的颜色非常丰富，宝石级堇青石为蓝色和蓝紫色，其它也可呈无色、微黄白色、绿色、褐色和灰色等。一般为半透明至透明。
堇青石虽然色散微弱，仅达0.0171，但具有肉眼可见的強多色性，为黄紫色、紫色和蓝色。
堇青石的折射率为1.542~1.551，与其成分中镁和铁的比例有关，富含Mg时折射率偏低，富含Fe时折射率偏高。

## 包裹体
常见矿物包体有赤铁矿或针铁矿、石墨及气液包体。
斯里兰卡所产的一种堇青石包体主要为赤铁矿和针铁矿，颜色为红色，绝大多数颗粒呈板状或针状且定向排列。当这些包体大量出现时，堇青石呈现红色，这种堇青石被称为“血射堇青石”。

## 特殊光学效应

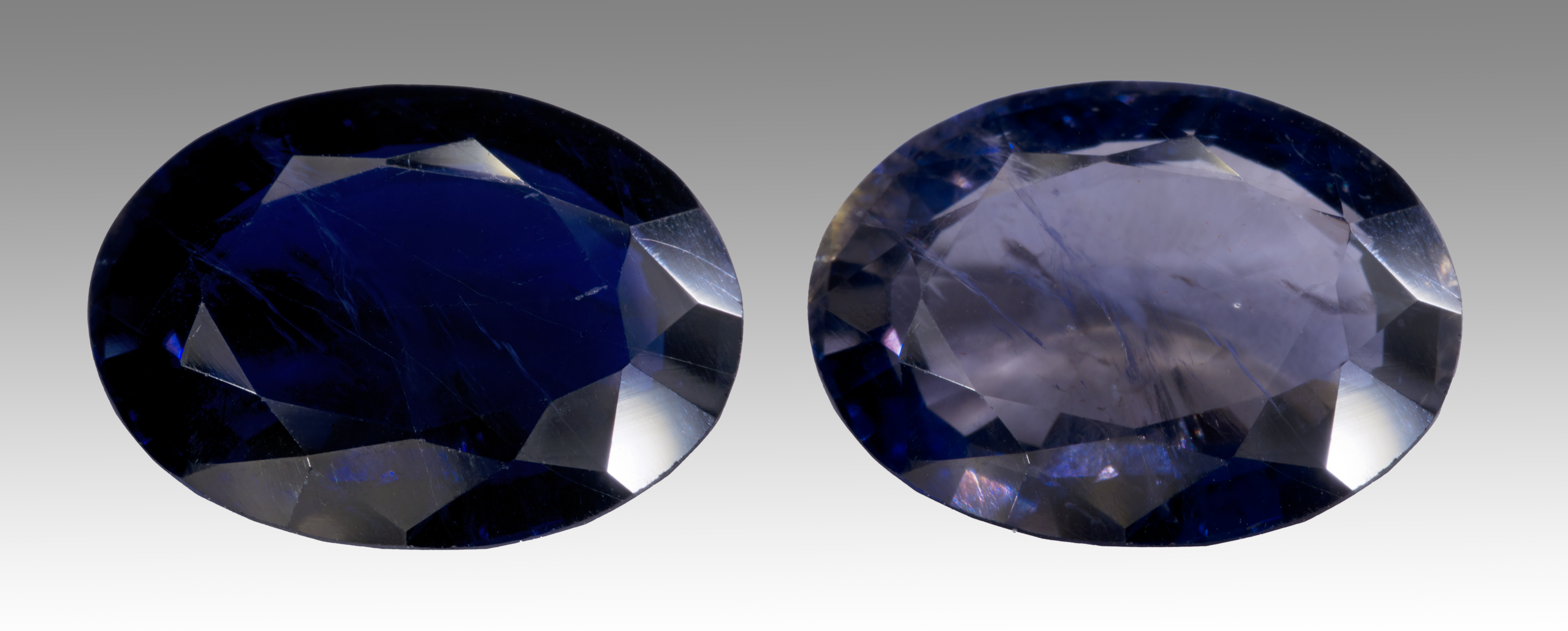
堇青石刻面

根据堇青石内部包体分布的情况，这一类宝石也能罕见地出现星光效应、猫眼效应和砂金效应。

## 文化
與藍寶石、青金石同時屬於9月的誕辰石。
堇青石的矿物学名称Cordierite来自法国地质学家科尔迪埃（P L A Cordier，1777~1861）。其旧称Dichroite来自希腊文“双色”。宝石学中的称呼Iolite来自希腊文中的Violet，意思是呈美好的紫罗兰色。

## 产状&产地
堇青石属于典型的变质矿物，常出現於泥質岩的接觸或區域變質作用中，尤其在接觸變質所形成的角頁岩中特別常見。有兩種常見的變質礦物組合，包括矽線石-堇青石-尖晶石及堇青石-尖晶石-斜長石-直輝石。其他伴生的礦物包含石榴石和直閃石
。
另外堇青石也出現在一些花崗岩、偉晶岩及蘇長岩中。經蝕變之後的產物包含雲母、綠泥石和滑石。
宝石级的堇青石常赋存于富含镁的蚀变岩或砂矿中，主要产于斯里兰卡、马达加斯加、加拿大、格陵兰、苏格兰、英格兰、挪威、坦桑尼亚、芬兰、美国的加利福尼亚州、怀俄明州等。

## 參閱
- 礦物列表
- 寶石
- 以人名命名的矿物列表

## 外部連結
- Mineral galleries
- Iolite - International Colored Gemstone Association （页面存档备份，存于）

## 備註
1. ↑  六方菫青石不是菫青石，兩者是不一樣的礦物